# Týnská pahorkatina
Týnská pahorkatina je geologický útvar a geomorfologický okrsek, který náleží do geomorfologického podcelku Písecká pahorkatina, geomorfologického celku Táborská pahorkatina. Členitá pahorkatina o rozloze 203,03 km² leží v povodí řeky Vltavy a jejího pravostranného přítoku Lužnice. Je tvořena pararulami se senonskými a miocenními písky a jíly.
Nejvyšším bodem je Pakostov (528,6 m n. m.), významnými body jsou Jaroslavický vrch (506,6 m n. m.), Semenec (441,0 m n. m.), Sobětický vrch (502,9 m n. m.) a Strážiště (523,0 m n. m.). Krajina je středně zalesněná porosty smrku a borovic, v jižní části převládají bukové a dubové porosty.
Na území Temelínské pahorkatiny byla postavena jaderná elektrárna Temelín.

## Členění na podokrsky
Jejími geomorfologickými podokrsky jsou:
- Temelínská pahorkatina s nejvyšším bodem Pakostov (528,6 m n. m.),
- Pořežanská pahorkatina s nejvyšším bodem Na pahorku (511,9 m n. m.),
- Bukovská pahorkatina s nejvyšším bodem Březí (503,3 m n. m.).